# Rumkale
Rumkale (turško Rumkale, izg. Rúmkale, poslovenjeno Rimski grad, armensko Հռոմկլա, latinizirano: Hromgla), znana tudi kot Urumgala, je trdnjava nad reko Evfrat v provinci Gaziantep 50 km zahodno od Şanlıurfe. 

## Zgodovina

### Antika
Strateški pomen lokacije so verjetno poznali že Asirci, vendar iz obdobij pred letom 1000 pr. n. št. niso našli nobenih ostankov. Mesto so verjetno utrdili Rimljani. V rimskih časih naj bi v Rumkali živel apostol Janez. Za Rimljani so trdnjavo nasledili Bizantinci. 

### Srednji vek
V poznem 11. stoletju je trdnjava, od takrat znana kot Hromgla,  spadala v armenski kneževini,  najprej Filareta Varažnunija in nato Vasila Goha. Nekaj časa je bila v posesti latinskih armenskih škofov, potem pa ga je od Beatrice Turbesselske leta 1148 ali 1150 kupil katolikos Gregor III. Pahlavuni kot varno zatočiške za armenski katolikat. Gregorjev brat Ners IV. je bil leta 1166 tukaj izvoljen za armenskega katolikosa. Zdi se, da je v njegovem času tam obstajala zelo velika naselbina, v kateri so bili tudi predstavniki sirske pravoslavne in katoliške cerkve.
Trdnjava je nato postala del Armenskega kraljestva Kilikija. V letih 1170 in 1172 so v Hromgli potekale teološke konference, ki so preučevale zvezo med armensko in bizantinsko cerkvijo. Sirska pravoslavna (jakobitska) cerkev je na konferenco poslala svoje opazovalce. Leta 1179 je v Hromgli potekala sinoda 33 armenskih škofov, ki so sklenili kompromis in poslali izpoved vere bizantinskemu cesarju Manuelu I. Komnenu. Cesar je septembra 1180 umrl, preden je izpoved prišla do njega. Od leta 1203 do 1293 je Hromgla služila kot rezidenca katolikosa armenske cerkve. Mesto je postalo pomembno središče za pisanje rokopisov, ki je svoj umetniški vrhunec doseglo pod katolikosom Konstantinom I. Slednji je zaposlil Torosa Roslina, čigar slogovne in ikonografske inovacije so močno vplivale na naslednje generacije armenskih umetnikov.
Leta 1292 so Hromglo po dolgotrajnem obleganju zavzeli Mameluki iz Egipta, ki so ga nato poimenovali Kalat al-Muslimin. 

## Dostop
Trdnjava, ki se zdaj nahaja na polotoku, ki ga je ustvaril jez Birecik na reki Tigris. Dostopna je s čolnom iz sosednjega naselja Zeugma ali iz mesta Halfeti. Od marca 2017 ob trdnjavi ni več mogoče pristati, ker v sami trdnjavi in na zunanjem obzidju potekajo obsežna gradbena dela. 